# پوزه‌منقاری پوزه‌باریک
پوزه‌منقاری پوزه‌باریک (نام علمی: Angustinaripterus longicephalus) نام یک گونه از تیره پوزه‌منقاران است.